# Боза
Боза је освежавајуће безалкохолно пиће које се добија ферментацијом воденог раствора кукуруза - пројиног брашна, шећера и квасца. Пије се хладна, боја је жућкаста, течност је замућена као густи сок.
Занатлија који прави бозу се назива бозаџија.
Била је обавезни артикал, поред лимунаде, у посластичарницама оријенталног типа које су држали Албанци и Горанци. У тим посластичарницама су се могли добити и слаткиши оријенталног типа, јако слатки, као што су тулумбе, туфахије, ћетен халва, баклава, кадаиф ...
Када би се помешала по принципу пола-пола са лимунадом добијало би се пиће по називу „шприцер“. Али наравно то није био онај прави шприцер од вина и сода воде.
У Београду између два рата, боза је прво била у запећку, наводно је постојала само једна пристојна бозаџиница, у ул. краља Петра. Онда је у време кризе, почетком 1930-тих, отворена једна луксузна бозаџиница, а затим и још неколико локала, који су сад називани "оријенталним посластичарницама" - "презрена боза" је постала "рентабилан артикал".
Данас се у неким самопослугама може купити флаширана боза у пластичним литарским флашама.

## У популарној култури
Група Зана у насловној нумери са албума Нисам, нисам помиње ово пиће
Хвата ме нервоза
Хладан си ко боза